# U-19-Fußball-Europameisterschaft 2027
Die Endrunde der 41. U-19-Europameisterschaft soll im Sommer 2027 in Israel stattfinden. Dies entschied das UEFA Executive Committee am 26. September 2023 auf ihrem Treffen in Limassol. Israel war bisher Austragungsort der U-16-Fußball-Europameisterschaft 2000, der U-19-Fußball-Europameisterschaft der Frauen 2015, der U-17-Fußball-Europameisterschaft 2022 und der U-21-Fußball-Europameisterschaft 2013.
Zur EM 2027 wird der Modus der Qualifikation geändert. Sie wird in drei Phasen durchgeführt. Der Gastgeber nimmt an der Qualifikation teil, der Startplatz in der Endrunde ist ihm sicher. Für die Saison 2026/27 wird die erste Runde im Frühjahr 2026, die zweite Runde im Herbst 2026 und die dritte Runde im Frühjahr 2027 gespielt. Diese Planung gibt den Rahmen für zukünftige Spielzeiten vor. Die Endrunde wird wie bisher mit acht Teilnehmern, inklusive Gastgeber, gespielt.